# Valentín Matrka
Valentín Matrka, též Valentin Matrka (13. února 1907 Lamač – 6. listopadu 1980 Bratislava), byl slovenský a československý politik, poválečný poslanec Prozatímního Národního shromáždění a Ústavodárného Národního shromáždění za Demokratickou stranu. Po roce 1948 byl pronásledován komunistickým režimem.

## Biografie

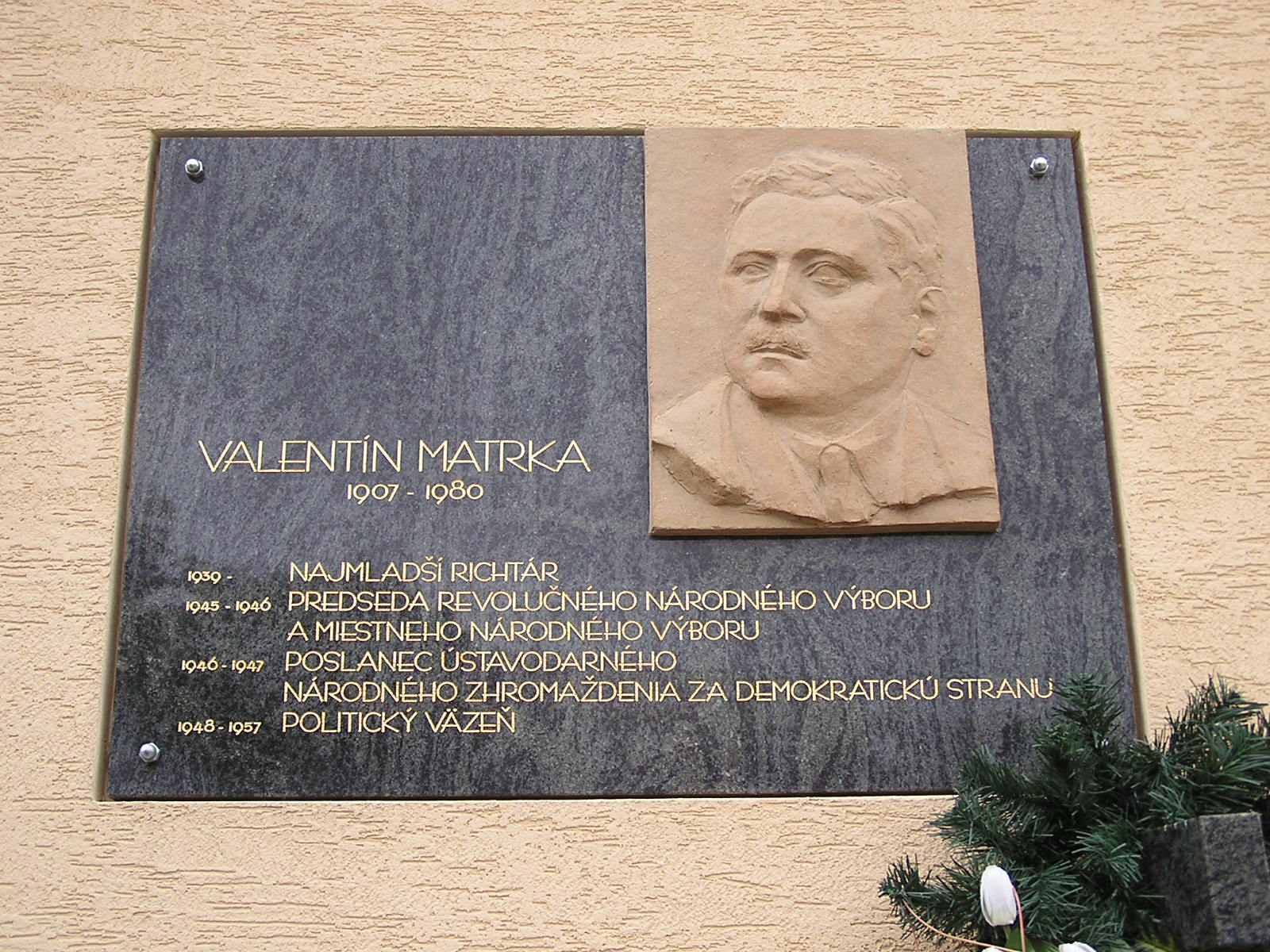
Pamětní deska Valentína Matrky v ulici Vrančovičova v Lamači

Narodil se v chudé malorolnické rodině. Vystudoval gymnázium v Bratislavě a působil jako rolník. V meziválečném období se angažoval v Republikánské straně zemědělského a malorolnického lidu (agrární strana). V roce 1939 se stal ve věku 32 let starostou rodné Lamače.
Po 2. světové válce byl v letech 1945-1946 poslancem Prozatímního Národního shromáždění za Demokratickou stranu, respektive za Jednotný zväz slovenských roľníkov. Po parlamentních volbách v roce 1946 zasedl za demokraty jako poslanec do Ústavodárného Národního shromáždění. Zde formálně setrval do voleb do Národního shromáždění roku 1948.
Po únorovém převratu v roce 1948 byla Demokratická strana proměněna na Stranu slovenské obrody jako satelitní formaci závislou na KSČ. Matrka patřil mezi skupinu funkcionářů Demokratické strany, kteří odmítli vstoupit do této nové politické strany. V říjnu 1948 byl odveden do tábora nucených prací a v květnu 1950 odsouzen na čtyři roky odnětí svobody. Byl vystaven mučení a fyzickému násilí. Vězněn byl do roku 1957. V roce 1968 se dočkal rehabilitace. Po propuštění na svobodu nastoupil jako dělník do JZD v Lamači, od roku 1965 zde působil jako předseda a družstvo pod jeho vedením dosahovalo v rámci kraje jedny z nejlepších výsledků. V roce 1974 vedl hospodářský dvůr JZD Devín, do kterého bylo sloučeno několik zemědělských družstev včetně JZD Lamač. Během práce utrpěl mozkovou příhodu a na její následky po čtyřech týdnech zemřel.